# Sequential One
Sequential One, plus tard rebaptisé SQ-1, est un projet musical allemand de techno et rave, actif entre 1993 et 2002, initié par le compositeur André Tanneberger. Il doit son nom de projet à un synthétiseur appelé Sequential Pro One. Le dernier single, Balare, sort le 29 avril 2002.

## Histoire
Sequential One est formé par André Tanneberger (ATB) en 1993 et sort son premier album la même année, sous le titre Dance/Raving. Let Me Hear You suit la même année. Dans une interview, ATB explique que la musique qu'il produisait à cette époque « était hard ».
D'autres sorties suivent, dont un remake de Dance/Raving en 1995. Le premier grand succès devient My Love is Hot en 1997 qui se classe 53e des charts allemands,. Après le single Imagination, sorti en 1998 et classé 81e des charts allemands, apparaît l'album Energy, dont la sortie est retardée par les projets solo de DJ d'André Tanneberger et Woody van Eyden. En 1999, Angels devient le dernier single du groupe à sortir sous le nom de Sequential One.
Tanneberger rebaptise le groupe SQ-1 pour des raisons juridiques en 1999, et atteint une nouvelle fois le classement des singles allemands avec quatre sorties de singles. Le dernier single, Balare, sort le 29 avril 2002.
Morpha et Sule Tuna étaient les chanteuses du groupe. Les autres membres étaient Spacekid et Woody van Eyden. André Tanneberger était également responsable des morceaux de rap.

## Discographie

### Albums studio
- 1995 : Dance
- 1998 : Energy
- 1999 : Decades

### Singles
- 1993 : Let Me Hear You
- 1993 : Dance/Raving
- 1994 : Here We Go Again
- 1994 : Back to Unity
- 1995 : Pump Up the Bass
- 1995 : Happy Feelings
- 1996 : Never Start to Stop
- 1998 : Angels/Moments in Atmosphere
- 1998 : Inspiration Vibes
- 1998 : Imagination (sous SQ-1)
- 1999 : Music so Wunderful (sous SQ-1)